# Domenico Frare
Domenico Frare (Conegliano, 10 maggio 1996) è un calciatore italiano, difensore svincolato.

## Caratteristiche tecniche
È un difensore centrale, molto abile nel gioco aereo e negli anticipi sull'avversario, si dimostra elegante negli interventi.

## Carriera
Cresciuto calcisticamente nel Parma, nel 2015 è passato al Tuttocuoio con cui ha debuttato fra i professionisti disputando l'incontro di Serie C pareggiato 0-0 contro il Rimini. 
Nel 2017 si è trasferito al Pontedera dove ha disputato una stagione da titolare trovando anche il primo gol in carriera nel match contro la Pro Piacenza.
Al termine del campionato è stato acquistato dal Cittadella, esordendo così in Serie B. Il 6 febbraio 2021 sigla la sua prima rete in serie cadetta, nella rimonta dei granata da 3-0 al 3-3 definitivo in trasferta contro il Brescia.
Il 16 agosto 2024 viene acquistato dalla Triestina.

## Statistiche

### Presenze e reti nei club
Statistiche aggiornate al 17 maggio 2025.
| Stagione          | Squadra           | Campionato        | Campionato | Campionato | Coppe nazionali | Coppe nazionali | Coppe nazionali | Coppe continentali | Coppe continentali | Coppe continentali | Altre coppe | Altre coppe | Altre coppe | Totale | Totale |
| Stagione          | Squadra           | Comp              | Pres       | Reti       | Comp            | Pres            | Reti            | Comp               | Pres               | Reti               | Comp        | Pres        | Reti        | Pres   | Reti   |
| ----------------- | ----------------- | ----------------- | ---------- | ---------- | --------------- | --------------- | --------------- | ------------------ | ------------------ | ------------------ | ----------- | ----------- | ----------- | ------ | ------ |
| 2015-2016         | Tuttocuoio        | LP                | 3          | 0          | CI+CI-LP        | 0+2             | 0               | -                  | -                  | -                  | -           | -           | -           | 5      | 0      |
| 2016-2017         | Tuttocuoio        | LP                | 10         | 0          | CI+CI-LP        | 0+3             | 0               | -                  | -                  | -                  | -           | -           | -           | 13     | 0      |
| Totale Tuttocuoio | Totale Tuttocuoio | Totale Tuttocuoio | 13         | 0          |                 | 0+5             | 0               |                    | -                  | -                  |             | -           | -           | 18     | 0      |
| 2017-2018         | Pontedera         | C                 | 32         | 2          | CI-C            | 6               | 0               | -                  | -                  | -                  | -           | -           | -           | 38     | 2      |
| 2018-2019         | Cittadella        | B                 | 19+5       | 0          | CI              | 2               | 0               | -                  | -                  | -                  | -           | -           | -           | 26     | 0      |
| 2019-2020         | Cittadella        | B                 | 23+1       | 0          | CI              | 0               | 0               | -                  | -                  | -                  | -           | -           | -           | 24     | 0      |
| 2020-2021         | Cittadella        | B                 | 17+5       | 1          | CI              | 0               | 0               | -                  | -                  | -                  | -           | -           | -           | 22     | 1      |
| 2021-2022         | Cittadella        | B                 | 24         | 2          | CI              | 2               | 0               | -                  | -                  | -                  | -           | -           | -           | 26     | 2      |
| 2022-2023         | Cittadella        | B                 | 28         | 0          | CI              | 2               | 0               | -                  | -                  | -                  | -           | -           | -           | 30     | 0      |
| 2023-2024         | Cittadella        | B                 | 20         | 0          | CI              | 2               | 0               | -                  | -                  | -                  | -           | -           | -           | 22     | 0      |
| Totale Cittadella | Totale Cittadella | Totale Cittadella | 131+11     | 3          |                 | 8               | 0               |                    | -                  | -                  |             | -           | -           | 150    | 3      |
| 2024-2025         | Triestina         | C                 | 30+2       | 0          | CI-C            | 0               | 0               | -                  | -                  | -                  | -           | -           | -           | 32     | 0      |
| Totale carriera   | Totale carriera   | Totale carriera   | 206+13     | 5          |                 | 19              | 0               |                    | -                  | -                  |             | -           | -           | 238    | 5      |